# Böðvar Böðvarsson
Böðvar Böðvarsson (Hafnarfjörður, 9 de abril de 1995) es un futbolista islandés que juega de defensa en el FH Hafnarfjörður de la Úrvalsdeild Karla islandesa. Es internacional con la selección de fútbol de Islandia.

## Selección nacional
Böðvarsson fue internacional sub-19 y sub-21 con la selección de fútbol de Islandia, antes de convertirse en internacional absoluto en 2017, en un partido amistoso frente a la selección de fútbol de China.

## Clubes
| Club                       | País      | Año       |
| -------------------------- | --------- | --------- |
| FH Hafnarfjörður           | Islandia  | 2013-2018 |
| F. C. Midtjylland (cedido) | Dinamarca | 2016      |
| Jagiellonia Białystok      | Polonia   | 2018-2021 |
| Helsingborgs IF            | Suecia    | 2021      |
| Trelleborgs FF             | Suecia    | 2022-2023 |
| FH Hafnarfjörður           | Islandia  | 2024-     |

## Palmarés

### Títulos nacionales
| Título                | Club             | País     | Año  |
| --------------------- | ---------------- | -------- | ---- |
| Supercopa de Islandia | FH Hafnarfjörður | Islandia | 2013 |
| Deildabikar           | FH Hafnarfjörður | Islandia | 2014 |
| Úrvalsdeild Karla     | FH Hafnarfjörður | Islandia | 2015 |
| Úrvalsdeild Karla     | FH Hafnarfjörður | Islandia | 2016 |